# Peter Criss
Peter Criss, rodným jménem George Peter John Criscuola (* 20. prosince 1945, New York) je bývalý americký hudebník a herec, který se proslavil jako spoluzakladatel a původní hráč na bicí nástroje a příležitostně i zpěvák hardrockové kapely Kiss. V maskované podobě Peter Criss představoval postavu kočičího (kocouřího) muže.

## Kariéra

### Počátky

The Catman (kočičí muž)

Peter Criss se narodil v Brooklynu jako nejstarší z pěti dětí manželů Josepha a Loretty Criscuolových. Rodina jeho otce pochází z jihoitalského města Scafati v provincii Salerno (Kampánie). Peter vyrůstal v Brooklynské čtvrti Williamsburg a v dětství se kamarádil s Jerrym Nolanem, který se později proslavil jako bubeník kapely New York Dolls.
Peter Criss hrál s kapelníkem Joeyem Grecem, když ukončil studium hry na bicí v klubu Metropole v New Yorku u svého vzoru, jazzového bubeníka Genea Krupy.
Od poloviny do konce šedesátých let byl Criss členem několika hudebních uskupení. V tomto období hrál i v sestavě americké kapely Chelsea, která měla u hudebního vydavatelství Decca Records kontrakt na dvě alba: jedno vyšlo v roce 1970 pod titulem Chelsea, ale druhé album nebylo nikdy nahráno, neboť kapela se postupně rozpadla. Nejprve z ní bylo trio, později už jen duo, které spoluúčinkovalo pod názvem Lips.

### Kiss
Po rozpadu Lips v roce 1973 si dal Peter Criss do časopisu Rolling Stone inzerát, že hledá práci bubeníka. Některé zdroje existenci tohoto inzerátu popírají. Pravdou je, že právě skupina Kiss, respektive Paul Stanley a Gene Simmons, hledali členy do své tehdy ještě nenazvané kapely. V roce 1972 se ke skupině připojil kytarista Ace Frehley, pak si dali název a Gene Simmons v knize Kiss And Make-Up poznamenává, že Petera Crisse telefonicky oslovil poté, co našel kontakt na něj v inzerátu časopisu Rolling Stone. Simmons dodává, že masku kočičího muže Peter získal za to, že podobně jako kočka musel mít devět životů aby přežil těžkou zkoušku přežití na brooklynských ulicích.
Skupina Kiss vydala své debutové eponymní album v únoru 1974. Během své kariéry se Peter Criss vícekrát podílel jako sólový zpěvák na několika skladbách kapely včetně takových jako jsou „Black Diamond“, „Hard Luck Woman“, „Nothin' to Lose“, „Mainline“, „Strange Ways“, „Getaway“ či jeden z přelomových hitů kapely s názvem „Beth“. Na písních, které jsou autorsky uváděny jako jeho díla s Peterem Crissem, spolupracoval i Stan Penridge, který byl jeho spoluhráčem ve skupině Chelsea, respektive později i v seskupení Lips.
Balada „Beth“, jejíž je Criss spoluautorem, se v USA dostala do Top 10 na sedmou pozici. Jako píseň je toto dílo pro skupinu Kiss jedním z nejúspěšnějších. Napsána byla ještě před Crissovým vstupem do kapely. Nápad na jeho melodii obdrželi spolu s Penridgem během cesty do zkušebny vlakem mezi New Jersey do New York City. Původně se píseň jmenovala „Beck“ podle jména manželky Mike Branda, dalšího člena Lips, která jim často volávala, neboť chtěla vědět, kdy se už konečně Mike ze zkoušky dostaví domů. Po letech jsou Bob Ezrin a Gene Simmons označování jako autoři změny názvu na „Beth“; v interview s Peterem je za téma skladby označované vzdání pocty Crissově manželce Lydii Di Leonardové. Údajně změnili text inspirováni tím, jak Lydia lamentovala, jak jí Peter chybí během koncertního turné.
V roce 1978 Peter Criss utrpěl vážná zranění při dopravní nehodě. Rok nato, v roce 1979, Criss při nahrávce alba Dynasty hrál pouze na své autorské kompozici „Dirty Livin“ a už nenahrával ani skladby z alba Unmasked. Při nahrávání alb jej nahradil studiový bubeník Anton Fig, který spolupracoval i na Frehleyově sólovém albu.
Oficiálně byl z kapely Kiss Peter Criss vyloučen 18. května 1980. Výsledkem tohoto rozhodnutí bylo, že koncem srpna byl na jeho místo pro evropské koncertní turné přijat další brooklynský rodák Paul Charles Caravello, který se proslavil pod uměleckým jménem Eric Carr.

### Sólová kariéra
V březnu roku 1980 Peter Criss začal nahrávat své druhé sólové album Out of Control. Vyšlo o rok později a navzdory odezvě od jeho přímých fanoušků, byl komerčním propadákem. Podobně dopadl i jeho následující projekt Let Me Rock You, na kterém byla i nahrávka komponovaná Genem Simmonsem. Na obalu tohoto alba, které nevyšlo v USA, byl Crissův portrét bez mejkapu.
Během zbytku osmdesátých a počátku devadesátých let byl Criss členem několika hudebních formací, které spolu běžně nevydrželi hrát více než rok. Jednou z nich byla například i kapela The Keep, ve které hrál i další bývalý člen skupiny Kiss, kytarista jménem Mark St. John. Criss hrál od jara do prosince roku 1986 i v kapele Balls of Fire.
Během toho, jak se skupina Kiss v roce 1987 věnovala podpoře svého nového projektu Crazy Nights, Criss se prezentoval v programu Metal Shop, kde v mnohem pozitivnějším světle diskutoval o svém působení v kapele a zároveň dělal promo své aktuální autobiografické knize A Face without a Kiss. Zmínil se i o své představě o tom, že si plánuje jednoho dne otevřít nahrávací studio s vlastní nahrávací společností, kterou by nazval Catman Records. Criss se v roce 1989 spojil s bývalým kolegou z kapely Kiss Acem Frehleyem při nahrávaní alba Trouble Walkin'. V jedné ze skladeb alba si zazpíval a nahrál perkuse.
Začátkem devadesátých let Peter Criss vytvořil seskupení s názvem Criss, ve kterém hrál i Mike Stone, později známý jako kytarista kapely Queensrÿche. Skupina v prosinci roku 1993 vydala EP Criss a v srpnu roku 1994 album Cat #1. Kapela Criss v roce 1995 také tvořila součást koncertního turné Ace Frehleyho během projektu Bad Boys Tour.

### Návraty ke Kiss
V roce 1995 se Criss objevil v Los Angeles na oficiálním programu Kiss Konvention, který uváděl Kiss na živou nahrávku organizovanou pro program MTV Unplugged. V roce 1996 oficiálně na tiskové konferenci členové kapely Kiss potvrdili své spojení na následující koncertní turné, které absolvují v původní čtyřčlenné sestavě. Turné Alive / Worldwide Tour z let 1996 až 1997 mělo obrovský úspěch a kapela v následujícím roce nahrála a vydala album Psycho Circus. Během nahrávání vznikl spor, protože na nahrávání bicích nástrojů se Criss podílel pouze v jedné skladbě a pro zbytek alba nahrál bicí Kevin Valentine. Criss si ještě zazpíval ve třech skladbách alba.
V kapele Kiss vznikala častá napětí, která měly za následek Crissovy odchody. Dne 7. října 2000 Criss v závěru jednoho koncertu v Jižní Karolíně zdemoloval svou bicí aparaturu; i když si fanoušci mysleli, že je to součástí vystoupení, ve skutečnosti šlo o projev Crissovy frustrace. Bylo to jeho poslední vystoupení, po němž byl v roce[ujasnit] vyměněn Ericem Singerem. Se skupinou se Peter ještě spojil na nahrávání CD a DVD koncem roku 2002 na projektu Kiss Symphony: Alive IV a v březnu roku 2004 z kapely odešel znovu.

### Návrat k sólová kariéře a odchod důchodu
Od roku 2004 se Criss na veřejnosti objevuje sporadicky. Žije ve Wall Township v New Jersey. Dne 24. července 2007 mu hudební vydavatelství Silvercat Records vydalo hudební album One for All.
V roce 2008 byla Crissovi diagnostikována rakovina prsu. Stalo se to poté, co si během práce na hrudníku nahmatal bouli, s níž navštívil lékaře. Následnou lumpektomií se lékařům podařilo tento karcinom odstranit.
V roce 2014 byl Peter Criss jako člen kapely Kiss uveden do Rock and Roll Hall of Fame.
V roce 2017 se Criss rozhodl odejít z hudební branže.
V dubnu 2025 oznámil, že na podzim 2025 vydá po 18 letech šesté sólové album v rock 'n' rollovém stylu.

## Vybavení
Peter používal bicí Slingerland Drums, ale při nahrávání prvního alba KISS v roce 1973 začal používat bicí Ludwig. Od roku 1975 do roku 1987 používal bicí značky Pearl. Od roku 1987 do roku 1996 používal bicí DW Drums. V roce 1996 se Peter vrátil do kapely KISS a znovu používal bicí Pearl. Nakonec v roce 1998 se vrátil ke značce DW Drums.
Peter používá převážně činely Zildjian, ale mezi lety 1985 a 1995 používal činely Sabian.

## Sólová diskografie
- Peter Criss (1978)
- Out of Control (1980)
- Let Me Rock You (1982)
- Cat #1' (1994)
- One for All (2007)